# Planinca, Šentjur
Planinca este o localitate din comuna Šentjur, Slovenia, cu o populație de 55 de locuitori.